# Denkmalgeschützte Objekte im Bezirk Urfahr-Umgebung
Im Bezirk Urfahr-Umgebung bestehen 239 denkmalgeschützte Objekte. Die unten angeführte Liste führt zu den Gemeindelisten und gibt die Anzahl der Objekte an.
| Gemeindeliste               | Objektanzahl |
| --------------------------- | ------------ |
| Alberndorf in der Riedmark  | 6            |
| Altenberg bei Linz          | 4            |
| Bad Leonfelden              | 20           |
| Eidenberg                   | 1            |
| Engerwitzdorf               | 3            |
| Feldkirchen an der Donau    | 17           |
| Gallneukirchen              | 10           |
| Goldwörth                   | 2            |
| Gramastetten                | 5            |
| Haibach im Mühlkreis        | 1            |
| Hellmonsödt                 | 7            |
| Herzogsdorf                 | 6            |
| Kirchschlag bei Linz        | 5            |
| Lichtenberg                 | 1            |
| Oberneukirchen              | 17           |
| Ottenschlag im Mühlkreis    | 0            |
| Ottensheim                  | 53           |
| Puchenau                    | 9            |
| Reichenau im Mühlkreis      | 5            |
| Reichenthal                 | 8            |
| Sankt Gotthard im Mühlkreis | 13           |
| Schenkenfelden              | 9            |
| Sonnberg im Mühlkreis       | 0            |
| Steyregg                    | 10           |
| Vorderweißenbach            | 9            |
| Walding                     | 7            |
| Zwettl an der Rodl          | 11           |